# 宮本浩次 (エレファントカシマシ)
宮本 浩次（みやもと ひろじ、1966年6月12日 - ）は、日本のシンガーソングライター、歌手、俳優、元童謡歌手。ロックバンドエレファントカシマシのボーカリストおよびギタリスト、音楽プロデューサー。東京都北区赤羽出身。株式会社elephants所属。所属レコード会社はユニバーサルミュージック。愛称は、ミヤジ。

## 人物
- 身長170 cm。血液型O型[2]。

### 人物像
- NHK東京児童合唱団に小学校3年生から5年生まで入団。声楽指導を受けていた。ソロを任されるほど歌が上手くボーイ・ソプラノのスター的存在であった。また、ウィーン少年合唱団との交流もあったと言う。声域は裏声も含めhihiAを越える曲もあり、宮本のソロ曲は、カバー曲「異邦人」はhihiB、「光の世界」はhihiA#、「東京協奏曲」はhihiA#、カバー曲「木綿のハンカチーフ」「赤いスイートピー」「恋人がサンタクロース」はhihiA#、「昇る太陽」「Do you remember?」はhihiF、「going my way」「十六夜の月」はhihiC#、カバー曲「ロマンス」「あなた」「白いパラソル」はhihiC#。
- デビュー当初からテレビ出演もライブでのMCもほとんどなく、雑誌などのインタビューでも無口・無愛想を貫くキャラクターであった。しかし1992年頃、何の前触れもなくライブで突然フレンドリーなMCをしはじめたときには、客席から「宮本ぉー、何があったのか言え!」との声が飛んだという[3]。
- 髪を掻き揚げてぐしゃぐしゃにする癖は男っぽい仕草として高校生の頃から意識してする様になったと雑誌のインタビューで語っている。大学生時、レコードショップのアルバイトでは「お客さんが来る度に髪をぐしゃぐしゃする」という理由で3日で辞めさせられた。その他、メキシコ大使館の草むしりや船着場のアルバイトなどを経験している。
- バンドについて「ロックがやりたくてやったわけじゃない。友達に歌がうまい人として誘われたから」と雑誌で語っている。
- 出身地である赤羽がバンド誕生の地であるため、バンドのアイデンティティーとして、またファンの聖地として語られることが多い。しかし本人は、特に赤羽に対して思い入れは無いとラジオで語っている。
- ソロ活動については、何十年も前から幾度もやりたい、と周囲に相談していたと雑誌で語っている。「もっと早くソロをやっていれば、と後悔している」とも雑誌JAPANで語られている。
- バンドで作ったアルバムは最初の3枚だけ。あとは、宮本浩次が一人で作った。実質ソロと変わらない、とまで幾度も雑誌等で語っている。
- 2021年10月から2022年6月12日まで、47都道府県全50公演全国ツアー「宮本浩次縦横無尽」を完遂。全公演ソールドアウト。この時のソロのバンドメンバーは、宮本浩次、小林武史、名越由貴夫、キタダマキ、玉田豊夢。宮本は「最強の縦横無尽バンド」「男前五人衆」と命名している。
- 2022年8月6日のロッキンフェスも同メンバーで出演。全9曲を披露。

### 趣味・嗜好
- 音楽　幼少時はベートーヴェンのクラシックや沢田研二などの流行歌や歌謡曲を好み、小学生の頃はジュリー(沢田研二)の歌や演歌を学校や道で歌っていたと語っており、当時隆盛だったラジオのベストテン番組を熱心に聞いていた。中学に入ってからは、同級生で後にエレファントカシマシのドラムスを担当する冨永義之の薦めもあり、ディープ・パープル、レインボー、ドアーズ、レッド・ツェッペリン、ローリング・ストーンズなどに傾倒し、RCサクセションの『BLUE』は全曲コピーしたほどの愛聴盤であった。後に、スライ&ザ・ファミリー・ストーンのようなファンクや、レッド・ホット・チリ・ペッパーズ、レディオヘッド、レイジ・アゲインスト・ザ・マシーン、ナイン・インチ・ネイルズといったオルタナティヴ・ロックに感銘を受けたことも公言している。また、最も好きなヴォーカリストとしてドアーズのジム・モリソンの名を挙げている。
- 読書　散歩や移動の際には岩波文庫・講談社学術文庫などの文庫本を携帯していることが多い。作家は森鷗外・永井荷風・太宰治・夏目漱石・滝沢馬琴・ゲーテ・ニーチェなど、古典的な名作文学を敬重し、鴎外や荷風といった一部の作家は楽曲の歌詞にも登場する。中原中也は「大嫌いなので絶対に読みません」とラジオ番組内で公言している。また歴史書等も愛好している。
- 散歩　好きである。過去に夏目漱石『三四郎』、森鷗外『青年』・永井荷風『日和下駄』等の作品を準えた古地図を基とした散歩に趣をおいていた。『上野の山（浮世の夢）』・『月夜の散歩（明日に向かって走れ-月夜の歌-）』・『雨の日に…（町を見下ろす丘）』・『冬の朝（STARTING OVER）』といった散歩風景を描写した散歩に纏わる楽曲も多く作品として残している。
- 煙草　過去には、レコーディングなどでスタジオに缶詰めになる際には1日で80〜120本近く吸ってしまうほどのヘビースモーカーであった。何度も禁煙をしようとしては失敗していたが、多数のテレビやラジオ番組などでも発言している通り、2012年に急性感音難聴を患った事がきっかけになり禁煙に成功[4]。
- 食べ物　好きな食べ物を聞かれると昔はハンバーグとカレーと答えていたが、現在ではスパゲッティと答えている。一人暮らし当初、中華鍋ひとつだけで自炊し、得意料理は中華料理であったが、柳宗理のパスタ鍋を購入してからは専らパスタ好きになった。映画「扉の向こう」にもそのパスタ鍋が登場している。また、母親がよく買ってきてくれたという銀座アスターの肉団子も好物の一品としている[5]。雪印（現：メグミルク）の牛乳を飲む習慣がある。嫌いな食べ物は茗荷で、理由は「ネギと思い込んで食べたら見当違いの味がして吃驚した」から。
- 日本古来のもの　浮世絵や掛け軸などの日本古来のものを好み、古美術商や骨董市に足を運ぶ。また、地方ツアーの際にはイベンターの送迎を断り、移動時間に余裕をとって各地の城跡や古墳を訪れている。最も好きな古墳の1つとして埼玉古墳群を挙げている。芥川龍之介に憧れ、火鉢を収集していたことがある。10個の火鉢に囲まれて読書をしたときには、一酸化炭素中毒になった。江戸古地図や江戸名所図会の収集家でもあり、趣味が昂じてタモリ倶楽部の古地図探訪の企画番組やバラエティ番組で古地図講師として出演した。
- 急須　収集している。130年前の骨董急須を含め、所有数は100個程である（2009年2月現在）。本場、中国宜興の急須を手に入れるべく、中国語講座で1年間学習し過去5回程中国へ渡航した。使い込むほどに飴色に輝き風合いを増す急須の光沢を得るため烏龍茶（鉄観音）を多飲する。多い日は1日100杯。常にお湯を沸かし茶壷にお湯を注ぐという作業を繰り返すので、生活導線を短縮しキッチンのみで寝食生活を行っていたこともある。
- 将棋　将棋棋士・羽生善治、森内俊之のファン。喫茶店で偶然居合わせた森内棋士に緊張しながらも声を掛け、サインを頂戴した程である。CS放送の囲碁・将棋チャンネルの視聴は日課であるという。
- ル・コルビュジェ　ル・コルビュジェの著書「建築をめざして」に影響を受け、コルビュジェ建築の見学の為にフランス縦断旅行を行い、またレコーディングでニューヨークへ渡航した際には、建築家フランク・ロイド・ライトが設計したグッゲンハイム美術館を訪れたりと、一時期は建築デザインやインテリアデザインについて追求した。
- 衣装　デビュー当初は父親のジャケットを借りてステージ衣装にしていたが、ポニーキャニオンへの移籍直後はロックのイメージへと変えるために髪を伸ばし、アニエス・ベーの白シャツを着用するようになった。白シャツ（又は黒シャツ）に黒のパンツスタイルが多い。現在のプロモーション・ビデオやコンサートでの衣装はN.ハリウッドで、パンツはN.ハリウッド×Levi's517を着用。2008A/Wのコレクションが掲載されているN.ハリウッドのムック本では、N.ハリウッド好きの17人の中の一人としてインタビューが掲載されている。
- 車　小学校の頃からポルシェと決めており、最初に購入した車はポルシェ・ボクスター、次にポルシェ・カレラRSとポルシェ以外の車を所有したことはない。徐々に旧型に移行し、2009年4月の時点では乗り換え7台目であった。2010年2月にはピストン西沢からの誘いを受け、富士スピードウェイでサーキット走行デビューした。

### エピソード
- 両親と歳の離れた兄からはとても可愛がられて育ったらしく、「僕は猫かわいがりだった」と語っている。学研の総合百科事典に乳幼児成長記録のモデルとして「1歳にして立つ」というタイトルで1歳時の写真が掲載されていた事がある。
- 歌うことが好きなのは母譲り。「僕の歌手人生は、「この子は歌が好きなんだ」と見抜いた母が合唱団に入れてくれたことから始まった」と語っている[6]。
- NHKみんなのうた「はじめての僕デス」でソロ歌手デビュー。当時レコード会社各社から競作でシングルレコードが発売された。（1976年9月1日、東芝EMIより発売）10万枚のヒット。なお、ジャケットに記載された名前には「みやもとこうじ」とルビが振られていた。レコード用に再録音されたビクター音楽産業制作のステレオ盤（KV-41）のB面のタイトルは「ゴクロウサン」（こちらは東京放送児童合唱団名義）であり、後にエレファントカシマシが偶然同名の楽曲を発表する。みんなのうた放送時と同一音源のモノラル録音のポリドール盤（DQ-1004）のB面曲は「ドラキュラのうた」（歌：クニ河内）。
- 高校が男子校であったため、女性とのフランクな付き合いが苦手としている。彼女の誕生日に図書券をプレゼントし「親戚のおじさんみたい」と言われ喜んで貰えなかったことなど女性に対しての不器用さを物語っている。[7][8][9]。
- 文明の利器を否定して自動車免許を持たずクーラーも取り外していたが、暑さを凌ぐためにシャワーを浴びていることが利器を利用しているという矛盾に気付き、33歳で自動車の免許取得に至った。免許取得後からは毎日のように首都高を何度も周回するなど5万円のハイウェイカードを月に5枚消費するペースで、当初の走行距離は一晩で220 - 230kmを超える程であったが、免許停止処分を受けてからは呪縛を解かれたかのように電車移動が多い生活に戻ったという。現在は、「レコーディング等創作活動が完了すれば車に戻る」とのこと。
- ダウンタウンが司会を務める歌番組「HEY!HEY!HEY!」の出演をきっかけに、浜田雅功に推薦されTBS系ドラマ『Friends[10]』で売れない放送作家役として役者デビューを果たし、ザテレビジョンドラマアカデミー賞の新人俳優賞を受賞。
- 2003年夏、信頼の出来る人物であると事務所に紹介された、金銭面の管理を任せていた人間に財産を持ち逃げされ[11]、それまで住んでいた高級マンションを引き払い、所有していた2台のポルシェを処分、古書の大半を売り払っている。発覚時、財布には現金3,000円程しか残っていなかった。後に、渋谷の路上を散歩中に財産を持ち逃げした人間に出くわすが、「元気そうで何よりだった」とのこと[12]。
- 鈴木万由香がパーソナリティを務めるTOKYO FMの生放送番組『TOYOTA SOUND IN MY LIFE』2009年4月18日放送に出演時、鈴木がアルバム『昇れる太陽』に対する個人的な感想として「全曲がメインディッシュで食べ難い」という表現（「でも実際飲み込んでみると、こんなに美味しいもんないや」と続いた）を発言し、これに怒った宮本が「人の前で食べにくいって言いましたよこいつね。失礼な奴だこいつは」「食うな」と発言。鈴木が「散々食ったのでお返し出来ないんですけど…」と返すと、「ゲロで吐け」と返した。その後鈴木がトークを続けるが、宮本は黙りこんでしまう。鈴木が「宮本さん？遠くに行ってました？」と突っこむと、「ま、悪気がねえのはわかってっけどよ」と発言。それに対し鈴木が「喧嘩売られてます、今」と返したため、さらに宮本は「喧嘩じゃねえだろ、おめえが売ってんだこのバカ」「気をつけろこのドアホ」と切り返したため険悪な状況となった。後日、同月20日に宮本が直筆の謝罪文をウェブに掲載し、翌21日には鈴木も謝罪文を掲載した[13][14]。
- 2012年9月1日に左耳が聞こえなくなり、急性感音難聴と診断された。同月5日に手術を受け回復し、日常生活に支障はなかったものの、聴力が安定していないことなどを理由に、10月2日、グループの公式サイトでライブ活動休止の報告をした[15]。
- 「小学校のプールの時間はそんなに好きじゃなかった」と発言している[16]。

## ディスコグラフィ

### 児童合唱団
| 楽曲                       | 収録曲                             | 発売日 | 備考                                                                                                   |
| -------------------------- | ---------------------------------- | ------ | --- |
| はじめての僕デス           | 各シングル・LP盤、オムニバスCD等。 | 1976年 | 当時10歳で東京放送児童合唱団所属。 当時のポリドール盤シングルには"みやもと こうじ"とルビ表記されている |
| あ・い・う・え・お・ん・ど | シングル                           | 1977年 | クラウンレコードから発売（規格品番：MW-1010）                                                          |

### CD、配信
| 作品                                                                   | 収録曲                                                               | 発売日                 | 備考                                                                                           |
| ---------------------------------------------------------------------- | -------------------------------------------------------------------- | ---------------------- | ---------------------------------------------------------------------------------------------- |
| 獣ゆく細道 （椎名林檎と宮本浩次）                                      | 獣ゆく細道                                                           | 2018年10月2日 （配信） | 椎名林檎作品にゲストボーカルとして参加。                                                       |
| 明日以外すべて燃やせ feat. 宮本浩次 （東京スカパラダイスオーケストラ） | 明日以外すべて燃やせ feat. 宮本浩次                                  | 2018年11月28日 （CD）  | 東京スカパラダイスオーケストラ作品にゲストボーカルとして参加。                                 |
| 冬の花                                                                 | 冬の花                                                               | 2019年2月12日 （配信） | デビュー以来、初のソロ作品。 関西テレビ制作・フジテレビ系テレビドラマ「後妻業」主題歌          |
| 解き放て、我らが新時代                                                 | 解き放て、我らが新時代                                               | 2019年5月2日 （配信）  | CM・Softbank「新時代」篇                                                                       |
| 昇る太陽                                                               | 昇る太陽                                                             | 2019年7月24日 （CD）   |                                                                                                |
| 昇る太陽                                                               | 解き放て、我らが新時代                                               | 2019年7月24日 （CD）   | CM・Softbank「新時代」篇                                                                       |
| 昇る太陽                                                               | going my way                                                         | 2019年7月24日 （CD）   | CM・月桂冠「THE SHOT」                                                                         |
| Do you remember?                                                       | Do you remember?                                                     | 2019年10月23日 （CD）  | 映画「宮本から君へ」主題歌                                                                     |
| Do you remember?                                                       | If I Fell                                                            | 2019年10月23日 （CD）  | ビートルズのカバー。                                                                           |
| 宮本、独歩。                                                           | ハレルヤ                                                             | 2020年3月4日 （CD）    | テレビ朝日系 木曜ドラマ「ケイジとケンジ 所轄と地検の24時」主題歌                               |
| 宮本、独歩。                                                           | 冬の花                                                               | 2020年3月4日 （CD）    | 関西テレビ制作・フジテレビ系テレビドラマ「後妻業」主題歌                                       |
| 宮本、独歩。                                                           | 夜明けのうた                                                         | 2020年3月4日 （CD）    | テレビ東京「日経スペシャル ガイアの夜明け」主題歌                                              |
| 宮本、独歩。                                                           | きみに会いたい -Dance with you-                                      | 2020年3月4日 （CD）    | 高橋一生への提供曲をセルフカバー。                                                             |
| 宮本、独歩。                                                           | Do you remember?                                                     | 2020年3月4日 （CD）    | 映画「宮本から君へ」主題歌                                                                     |
| 宮本、独歩。                                                           | 獣ゆく細道 (椎名林檎と宮本浩次)                                      | 2020年3月4日 （CD）    | 日本テレビ系「news zero」のテーマソング                                                        |
| 宮本、独歩。                                                           | going my way                                                         | 2020年3月4日 （CD）    | CM・月桂冠「THE SHOT」（出演）                                                                 |
| 宮本、独歩。                                                           | Fight! Fight! Fight!                                                 | 2020年3月4日 （CD）    |                                                                                                |
| 宮本、独歩。                                                           | 解き放て、我らが新時代                                               | 2020年3月4日 （CD）    | CM・Softbank「新時代」篇 （出演）                                                              |
| 宮本、独歩。                                                           | 明日以外すべて燃やせ feat. 宮本浩次 (東京スカパラダイスオーケストラ) | 2020年3月4日 （CD）    | SPACE SHOWER MUSIC AWARDS 2021「ベストコラボレーション」受賞曲                                 |
| 宮本、独歩。                                                           | 旅に出ようぜbaby                                                     | 2020年3月4日 （CD）    |                                                                                                |
| 宮本、独歩。                                                           | 昇る太陽                                                             | 2020年3月4日 （CD）    | テレビ朝日「M-1グランプリ」テーマソング                                                        |
| P.S. I love you                                                        | P.S. I love you                                                      | 2020年9月16日 （CD）   | NHKドラマ10「ディア・ペイシェント」主題歌                                                      |
| P.S. I love you                                                        | 木綿のハンカチーフ                                                   | 2020年9月16日 （CD）   | 太田裕美のカバー                                                                               |
| ROMANCE                                                                | あなた                                                               | 2020年11月18日 （CD）  | 小坂明子のカバー                                                                               |
| ROMANCE                                                                | 異邦人                                                               | 2020年11月18日 （CD）  | 久保田早紀のカバー                                                                             |
| ROMANCE                                                                | 二人でお酒を                                                         | 2020年11月18日 （CD）  | 梓みちよのカバー                                                                               |
| ROMANCE                                                                | 化粧                                                                 | 2020年11月18日 （CD）  | 中島みゆきのカバー                                                                             |
| ROMANCE                                                                | ロマンス                                                             | 2020年11月18日 （CD）  | 岩崎宏美のカバー                                                                               |
| ROMANCE                                                                | 赤いスイートピー                                                     | 2020年11月18日 （CD）  | 松田聖子のカバー                                                                               |
| ROMANCE                                                                | 木綿のハンカチーフ -ROMANCE mix-                                     | 2020年11月18日 （CD）  | 太田裕美のカバー                                                                               |
| ROMANCE                                                                | 喝采                                                                 | 2020年11月18日 （CD）  | ちあきなおみのカバー                                                                           |
| ROMANCE                                                                | ジョニィへの伝言                                                     | 2020年11月18日 （CD）  | ペドロ&カプリシャスのカバー                                                                    |
| ROMANCE                                                                | 白いパラソル                                                         | 2020年11月18日 （CD）  | 松田聖子のカバー                                                                               |
| ROMANCE                                                                | 恋人がサンタクロース                                                 | 2020年11月18日 （CD）  | 松任谷由実のカバー                                                                             |
| ROMANCE                                                                | First Love                                                           | 2020年11月18日 （CD）  | 宇多田ヒカルのカバー                                                                           |
| sha･la･la･la                                                           | sha･la･la･la                                                         | 2021年6月16日 （CD）   | テレビ朝日系 木曜ドラマ「桜の塔」主題歌                                                        |
| sha･la･la･la                                                           | passion                                                              | 2021年6月16日 （CD）   | NHK「みんなのうた」。この曲で自身3度目の同番組起用となった。                                   |
| sha･la･la･la                                                           | shining                                                              | 2021年6月16日 （CD）   | フジテレビ 十三代目市川團十郎白猿襲名記念特別企画ドラマ「桶狭間〜織田信長 覇王の誕生〜」主題歌 |
| 縦横無尽                                                               | 光の世界                                                             | 2021年11月13日 （CD）  |                                                                                                |
| 縦横無尽                                                               | stranger                                                             | 2021年11月13日 （CD）  |                                                                                                |
| 縦横無尽                                                               | この道の先で                                                         | 2021年11月13日 （CD）  | WOWOW欧州サッカーテーマソング                                                                  |
| 縦横無尽                                                               | 浮世小路のblues                                                      | 2021年11月13日 （CD）  | Huluオリジナルドラマ『死神さん』主題歌                                                         |
| 縦横無尽                                                               | 十六夜の月                                                           | 2021年11月13日 （CD）  |                                                                                                |
| 縦横無尽                                                               | 春なのに                                                             | 2021年11月13日 （CD）  | 柏原芳恵のカバー                                                                               |
| 縦横無尽                                                               | 東京協奏曲                                                           | 2021年11月13日 （CD）  | 宮本浩次 × 櫻井和寿 organized by ap bank                                                       |
| 縦横無尽                                                               | passion                                                              | 2021年11月13日 （CD）  | NHK「みんなのうた」2021年6 - 7月度                                                             |
| 縦横無尽                                                               | sha・la・la・la                                                      | 2021年11月13日 （CD）  | テレビ朝日木曜ドラマ「桜の塔」主題歌                                                           |
| 縦横無尽                                                               | just do it                                                           | 2021年11月13日 （CD）  |                                                                                                |
| 縦横無尽                                                               | shining                                                              | 2021年11月13日 （CD）  | フジテレビ「桶狭間 〜織田信長 覇王の誕生〜」主題歌                                             |
| 縦横無尽                                                               | rain -愛だけを信じて-                                                | 2021年11月13日 （CD）  |                                                                                                |
| 縦横無尽                                                               | P.S. I love you                                                      | 2021年11月13日 （CD）  | NHKドラマ10「ディア・ペイシェント〜絆のカルテ〜」主題歌                                        |
| 秋の日に                                                               | あばよ                                                               | 2022年11月23日 （CD）  | 研ナオコのカバー                                                                               |
| 秋の日に                                                               | 飾りじゃないのよ涙は                                                 | 2022年11月23日 （CD）  | 中森明菜のカバー                                                                               |
| 秋の日に                                                               | まちぶせ                                                             | 2022年11月23日 （CD）  | 三木聖子のカバー                                                                               |
| 秋の日に                                                               | DESIRE -情熱-                                                        | 2022年11月23日 （CD）  | 中森明菜のカバー                                                                               |
| 秋の日に                                                               | 愛の戯れ                                                             | 2022年11月23日 （CD）  | 平山みきのカバー                                                                               |
| 秋の日に                                                               | 恋におちて -Fall in love-                                            | 2022年11月23日 （CD）  | 小林明子のカバー                                                                               |

### その他
| 楽曲                        | 収録作品                                                                                        | 発売日                             | 備考                               |
| --------------------------- | ----------------------------------------------------------------------------------------------- | ---------------------------------- | ---------------------------------- |
| 明日以外すべて燃やせ (Live) | 2018 Tour「SKANKING JAPAN」 スカフェス in 城ホール2018.12.24 （東京スカパラダイスオーケストラ） | 2019年3月13日 （CD、DVD、Blu-ray） | スカパラのライブに参加した映像作品 |
| 俺たちの明日 (Live)         | 2018 Tour「SKANKING JAPAN」 スカフェス in 城ホール2018.12.24 （東京スカパラダイスオーケストラ） | 2019年3月13日 （CD、DVD、Blu-ray） | スカパラのライブに参加した映像作品 |
| 獣ゆく細道 (Live)           | (生)林檎博'18-不惑の余裕- （椎名林檎）                                                          | 2019年5月27日 （DVD、Blu-ray）     | 椎名林檎のライブに参加した映像作品 |
| 悲しみの果て (Live)         | (生)林檎博'18-不惑の余裕- （椎名林檎）                                                          | 2019年5月27日 （DVD、Blu-ray）     | 椎名林檎のライブに参加した映像作品 |

## タイアップ一覧
| 使用年 | 曲名                     | タイアップ                                                                                       |
| ------ | ------------------------ | ------------------------------------------------------------------------------------------------ |
| 1976年 | はじめての僕デス         | NHK『みんなのうた』8月・9月度放送曲                                                              |
| 2018年 | 獣ゆく細道               | 日本テレビ系『news zero』テーマソング                                                            |
| 2019年 | 冬の花                   | カンテレ・フジテレビ系ドラマ『後妻業』主題歌                                                     |
| 2019年 | going my way             | 月桂冠「THE SHOT」TVCMソング                                                                     |
| 2019年 | 解き放て、我らが新時代   | ソフトバンク「新時代」編 TVCMソング                                                              |
| 2019年 | Do you remember?         | 映画『宮本から君へ』主題歌                                                                       |
| 2019年 | 恋人がサンタクロース     | ソフトバンク「恋人がサンタクロース」編 CMソング                                                  |
| 2020年 | ハレルヤ                 | テレビ朝日系 木曜ドラマ『ケイジとケンジ 所轄と地検の24時』主題歌                                 |
| 2020年 | 夜明けのうた             | テレビ東京系『日経スペシャル ガイアの夜明け』エンディングテーマ                                  |
| 2020年 | P.S. I love you          | NHK総合/NHK BS4K ドラマ10『ディア・ペイシェント〜絆のカルテ〜』主題歌                            |
| 2021年 | shining                  | フジテレビ系 十三代目市川團十郎白猿襲名記念ドラマ特別企画『桶狭間～織田信長 覇王の誕生～』主題歌 |
| 2021年 | passion                  | NHK『みんなのうた』6月・7月度放送曲                                                              |
| 2021年 | sha・la・la・la          | テレビ朝日系 木曜ドラマ『桜の塔』主題歌                                                          |
| 2021年 | 浮世小路のblues          | Huluオリジナルドラマ『死神さん』主題歌                                                           |
| 2021年 | この道の先で             | WOWOW欧州サッカーテーマソング                                                                    |
| 2021年 | 昇る太陽                 | ABCテレビ・テレビ朝日系『M-1グランプリ 2021』コラボテーマソング                                  |
| 2022年 | 浮世小路のblues          | Huluオリジナルドラマ『死神さん2』主題歌                                                          |
| 2024年 | close your eyes          | TBS系『news23』エンディングテーマ                                                                |
| 2025年 | over the top             | テレビアニメ『トリリオンゲーム』第2クールオープニングテーマ                                      |
| 2025年 | Today -胸いっぱいの愛を- | フジテレビ系 火9ドラマ『人事の人見』主題歌                                                       |
| 2025年 | I AM HERO                | 映画『爆弾』主題歌                                                                               |

## 受賞歴
- 2000年
  - 第26回ザテレビジョンドラマアカデミー賞 新人俳優賞（『Friends』）
- 2019年
  - 第26回SPACE SHOWER MUSIC AWARDS ベストコラボレーション受賞（『明日以外すべて燃やせ feat.宮本浩次』 - 東京スカパラダイスオーケストラ）
- 2021年
  - 第71回芸術選奨文部科学大臣賞 大衆芸能部門（『ROMANCE』）[39]
  - 第35回日本ゴールドディスク大賞 企画・アルバム・オブ・ザ・イヤー（『ROMANCE』）

## 刊行物

### 著書
| タイトル                     | 初版発行年月  | 出版社           | 備考                                                                                              |
| ---------------------------- | ------------- | ---------------- | ------------------------------------------------------------------------------------------------- |
| 風に吹かれて                 | 1997年9月13日 | ロッキング・オン | ROCKIN'ON JAPAN連載エレファントカシマシ関連記事とインタビュー （1988年 - 1997年）                 |
| 明日に向かって歩け           | 2002年5月     | 集英社           | 週刊プレイボーイ連載（2000年27号 - 2001年28号）※絶版                                              |
| エレカシ宮本の率直に言って！ | 未出版        | マガジンハウス   | Olive連載（2000年5月 - 2000年7月）※Olive休刊の為終了。                                            |
| 旅の途中                     | 未出版        | マガジンハウス   | an・an連載（2000年6月 - 2001年6月）                                                               |
| 東京の空                     | 2003年8月30日 | ロッキング・オン | bridge/ROCKIN'ON JAPAN連載（1999年8月 - 2002年4月/2002年4月 - 2003年4月） ※2008年6月15日第2刷発行 |
| 宮本浩次、そのすべて         | 2021年        | ロッキング・オン | bridge/ ※2021年                                                                                   |

### 関連書籍
| タイトル                | 著者             | 出版社                       | 備考 |
| ----------------------- | ---------------- | ---------------------------- | --- |
| 宮本から君へ            | 新井英樹         | 太田出版                     | 「週刊モーニング(講談社)」の連載漫画（1991年 - 1994年）。 主人公（東京都北区在住の宮本浩（みやもとひろし））のモデルが宮本浩次（作者談）。 |
| カラス                  | 太田光・唐澤和也 | ビッグ・スピリッツ・ブックス | 太田光の語り下ろしロングインタビュー。宮本浩次と対談。                                                                                     |
| 21―世紀を超える神々たち | 金子達仁         | ぴあ                         | 「Weeklyぴあ」連載「金子達仁 世紀末才人列伝」の単行本。                                                                                    |
| 阿川佐和子のガハハのハ  | 阿川佐和子       | 文芸春秋                     | 「週刊文春」の連載対談より22篇を収録。 |

## 出演

### インターネット配信
- 宮本浩次、かく語りき（2000年11月6日 - 2002年1月31日、JUSTICE（j-mediaTV））
- 宮本、独歩。ひきがたり（2020年6月12日、WOWOWライブ）

### 映画
- 扉の向こう〜宮本浩次という生き方（2004年5月2日、FME/フジテレビ NONFIX）プロデュース:是枝裕和 ※宮本浩次率いるエレファントカシマシの、アルバム『扉』レコーディング風景を記録した音楽ドキュメンタリー[40]。

### テレビドラマ
- Friends（2000年7月7日 - 9月15日、TBS） - 本城直哉 役
- 俺のセンセイ（2016年12月25日、フジテレビ） - 主演・西虎太郎 役

### テレビ番組
- SONGS（NHK）
  - 第525回（2020年2月22日)
  - 第549回（2020年9月19日)
  - 第586回（2021年11月4日）[41]
- V.I.P. ―宮本浩次―（2021年10月17日〈初回放送（リピート放送あり）〉、スペースシャワーTV）[42]
- 宮本浩次“ロマンスの夜 −有楽町−” 2023.11.28（2024年2月17日、NHK BSプレミアム4K）[43]

### NHK紅白歌合戦出場歴
| 年度   | 放送回 | 回             | 曲目         | 出演順 | 備考           |
| ------ | ------ | -------------- | ------------ | ------ | -------------- |
| 2018年 | 第69回 | 特別企画（初） | 獣ゆく細道   | 41/49  | 椎名林檎と共演 |
| 2021年 | 第72回 | 2              | 夜明けのうた | 27/42  | 東京湾より中継 |

- 他に、エレファントカシマシとして1回出場。

### CM
- 任天堂「オウガバトル64」（1999年）
- DODA（2001年）
- ポッカコーポレーション「ポッカコーヒー オリジナル」（2006年）
- ソフトバンク（2019年）[44][45]
- 月桂冠「THE SHOT」（2019年）[46]
- サッポロビール「サッポロ生ビール黒ラベル」（2022年）[47]